# Ga Higashi-Hiroshima
Higashi-Hiroshima Station (東広島駅 Higashi-Hiroshima-eki, dịch "Ga Đông Hiroshima") là một ga đường sắt trên tuyến Sanyo Shinkansen ở Higashihiroshima, Hiroshima, Nhật Bản, do West Japan Railway Company (JR West) vận hành.

## Tuyến
Ga Higashi-Hiroshima phục vụ tuyến Sanyo Shinkansen từ Shin-Osaka ở phía đông đến Hakata ở phía  tây.

## Các ga lân cận
| «                | «                | Dịch vụ          | »                | »                |
| Sanyo Shinkansen | Sanyo Shinkansen | Sanyo Shinkansen | Sanyo Shinkansen | Sanyo Shinkansen |
| ---------------- | ---------------- | ---------------- | ---------------- | ---------------- |
| Mihara           |                  | Hikari           |                  | Hiroshima        |
| Mihara           |                  | Kodama           |                  | Hiroshima        |